# Banda Tradizionale della Famiglia Reale di Thailandia
La Banda Tradizionale della Famiglia Reale di Thailandia, o banda prakhom (thai: วงเครื่องประโคม), è una marching band che esegue alle cerimonie reali utilizzando strumenti tradizionali del paese, facenti parte delle regalie della corona, ed accompagna la famiglia reale suonando alle cerimonie presiedute da anche un solo membro della famiglia in una consuetudine nota come prakhom yam yam o spettacoli di musica reale da cerimonia.
38 degli 80 dei suoi membri sono dipendenti dell'Agenzia della Casa Reale, gli altri 42 sono militari del Regio Esercito Thailandese, I Divisione - Guardie Reali della I Armata. I membri della banda si distinguono per le loro divise rosse ed i particolari elmetti. In parate e cerimonie questi sono rinforzati dai cadetti della Scuola preparatoria delle Accademie delle Forze Armate e dai musicisti tradizionali della Reale Marina Militare.